# Heinrich Leberecht Fleischer
Heinrich Leberecht Fleischer (Schandau, 1801. február 21. – Lipcse, 1888. február 10.) német orientalista, a németországi modern arabisztika megalapozója.

## Élete
1814 és 1818 között a bautzeni gimnáziumba járt. 1818-ban beiratkozott a lipcsei egyetemre, ahol klasszika-filológiát tanult Gottfried Hermannál és evangélikus teológiát Georg Benedikt Winernél. Utóbb egyre inkább a keleti filológia felé hajlott, amelynek tanára Ernst Karl Rosenmüller volt. 1824-ben Armand de Caulaincourt házitanítójaként Franciaországba utazott. Párizsban Silvestre de Sacynál arab és perzsa nyelvet tanult, további tanárai Caussin de Perceval (arab köznyelv), Antoine-Léonard de Chézy (perzsa) és Pierre Amédée Jaubert (török) voltak. 1828-ban visszatért Szászországba.
1831 és 1835 között Drezdában tanított, majd a szentpétervári egyetemre készült a perzsa nyelv tanárának, mégis 1836 tavaszán Rosenmüller utódjaként a keleti nyelvek tanszékét foglalta el a filozófiai karon. Elsősorban az arab nyelvet tanította Bajdávi Korán-magyarázata alapján, amelyet 1846-48-ban ki is adott két kötetben. Számos tanítványa volt egész Európából és Észak-Amerikából; a kor majdnem minden jelentős arabistája és orientalistája hallgatta az előadásait. Kapcsolatot tartott fenn a libanoni arab kulturális újjászületési mozgalom (nahda) képviselőivel is.
Fleischer a lipcsei arabisztikának azt a hagyományos vonalát folytatta, amelyet a 18. század elején Johann Christian Clodius és Johann Jacob Reiske kezdett el. Fleischer a lipcsei arabisztikát világszínvonalra emelte, és a munkássága következtében Lipcse a muszlim kultúra kutatásának európai központjává vált.
1853-tól kezdve a lipcsei egyetemi könyvtár Fleischer iránymutató támogatásával megvásárolta a több száz éves szíriai tudományos kéziratgyűjtemény, a Rifáijja 487 kötetét. Ezzel a könyvtár felsorakozott a jelentős számú keleti kéziratot őrző európai könyvtárak közé.
1843 szeptemberében Fleischer lakásán fogalmazták meg a határozatot egy orientalista egyesület megalapítására. 1845. október 2-án Darmstadtban a párizsi Société asiatique mintájára megalakult a lipcsei székhelyű Deutsche Morgenländische Gesellschaft, melynek alapító tagjai közt voltak Heinrich Leberecht Fleischer és Hermann Brockhaus indológus is.
Fleischer számos díjat és elismerést kapott, többek között a königsbergi, prágai, szentpétervári, tartui és edinburgh-i egyetem díszdoktori címét. Tagja volt az Académie des inscriptions et belles-lettres-nek, a Porosz Királyi Tudományakadémiának, a Holland Királyi Tudományakadémiának, a Bajor Tudományakadémiának, a Göttingeni Tudományakadémiának, a Magyar Tudományos Akadémiának, valamint a brit Royal Asiatic Society-nek és az American Oriental Society-nek.

## Tanítványai
Carl Paul Caspari (1814-1892), Friedrich Delitzsch (1850-1922), Henri Duveyrier (1840-1892), Goldziher Ignác (1850-1921), Martin Hartmann (1851- 1918), Emil Kautzsch (1841-1920), Ludolf Krehl (1825-1901), Otto Loth (1844-1881), Friedrich August Müller (1848-1892), Victor von Rosen (1849-1908), Johann Gottfried Wetzstein (1815-1905)

## Fordítás
- Ez a szócikk részben vagy egészben a Heinrich Leberecht Fleischer című német Wikipédia-szócikk ezen változatának fordításán alapul.  Az eredeti cikk szerkesztőit annak laptörténete sorolja fel. Ez a jelzés csupán a megfogalmazás eredetét és a szerzői jogokat jelzi, nem szolgál a cikkben szereplő információk forrásmegjelöléseként.